# Gazi-Stadion auf der Waldau
A Waldau-Stadion, szponzorált nevén Gazi-Stadion auf der Waldau, többcélú stadion Németországban, Stuttgart városban.